# Young Americans
Young Americans (с англ. — «Молодые американцы») — девятый студийный альбом британского музыканта Дэвида Боуи, выпущенный в 1975 году на лейбле RCA Records.
В этом альбоме Боуи сделал шаг в новом музыкальном направлении, оставляя глэм-рок в прошлом и исследуя стиль филадельфийский соул при поддержке молодого певца Лютера Вандросса. Сам музыкант назвал стиль альбома «пластиковый соул» (англ. plastic soul), описав его как «раздавленные остатки этнической музыки, выживающие в эпоху музыкального рока, написанного и спетого белым англичанином». «Young Americans» стал его первым альбомом, сингл из которого достиг вершины американского хит-парада. Успех был обеспечен композицией «Fame», написанной в соавторстве с Джоном Ленноном (который также исполнил бэк-вокальную партию) и сотрудничестве с Карлосом Аломаром (он исполнил бэк-вокальную партию и сочинил основной рифф песни), которое, в конечном итоге, переросло в их партнёрство в десяти студийных альбомах Боуи.

## Предыстория
«Я подумал, что мне лучше сделать хитовый альбом, чтобы укрепить себя [в Штатах], поэтому я пошёл и сделал это».
Восьмой студийный альбом Боуи Diamond Dogs (1974) стал его последним альбомом в жанре глэм-рока. Биограф Дэвид Бакли пишет: «В том движении, которое определило бы его карьеру, Боуи прыгнул на корабль глэм-рока как раз вовремя, прежде чем он превратился в пустую пародию на самого себя». Несмотря на то, что альбом был выполнен в жанре глэм-рок, он содержал две песни, «Rock 'n' Roll with Me» и «1984», которые демонстрируют звучание с элементами фанка и соула, к которым Боуи вернётся в альбоме Young Americans. Diamond Dogs также стал важной вехой в карьере Боуи, поскольку она воссоединила его с Тони Висконти, который обеспечивал струнные аранжировки и помогал в сведении альбома в своей собственной студии в Лондоне. Висконти будет сопродюсером большей части работ Боуи в течение оставшейся части десятилетия.
В апреле 1974 года Боуи познакомился с нью-йоркским фанк-гитаристом Карлосом Аломаром, который стал «проводником» Боуи в афро-американскую музыку и в течение следующих 14 лет выступал в качестве лидера группы Боуи. До того, как они встретились, Аломар был сессионным музыкантом в театре «Аполлон», играя с такими музыкантами, как Джеймс Браун, Чак Берри и Уилсон Пикетт. По словам Бакли, заменяющим гитаристом Аломара был Найл Роджерс, будущий соучредитель группы Chic, а позже сотрудничавший с Боуи в 1983 году в Let's Dance. Биограф Николас Пегг пишет, что десять лет назад одной из любимых записей Боуи был концерт Брауна в «Аполлоне» (1963), поэтому встреча с музыкантом, который играл в «Аполлоне», была для Боуи мечтой. Хотя Аломар никогда не слышал о Боуи, когда они встретились, они сразу же соединились и сформировали рабочие отношения, которые продлятся почти 15 лет.
В июле 1974 года, ближе к концу первого этапа своего тура Diamond Dogs, Боуи жил в театре «Тауэр» в Верхнем Дарби, штат Пенсильвания, где он записал свой концертный альбом 1974 года David Live. Во время своего пребывания он посетил Sigma Sound Studios в Филадельфии, чтобы поработать над записями для американской певицы и модели Авы Черри, с которой у него был роман в то время. Студия Sigma принадлежала дуэту сценаристов и продюсеров Кеннета Гэмбла и Леона Хаффа, которые были соучредителями Philadelphia International Records, дома многих известных чернокожих американских музыкантов. После окончания первого этапа тура, Боуи вернулся в Нью-Йорк, чтобы заняться сведением своего концертного альбома David Live, где он запросил список «чёрных альбомов» для прослушивания в рамках подготовки к своему возвращению в Sigma Sound.

## Запись
Для бэк-группы Боуи хотел нанять MFSB (аббревиатура от «Mother Father Sister Brother»), ритм-группу из более чем 30 сессионных музыкантов, которые проживали в Sigma Sound. За исключением перкуссиониста Ларри Вашингтона, все участники были недоступны, поэтому Боуи отправился в Нью-Йорк для дальнейшего набора. Пианист Майк Гарсон, саксофонист Дэвид Сэнборн и перкуссионист Пабло Розарио были сохранены из тура Diamond Dogs, в то время как гитарист Эрл Слик был заменён на Карлоса Аломара. По предложению Аломара Боуи нанял бывшего барабанщика Sly and the Family Stone Энди Ньюмарка и басиста Вилли Уикса из The Isley Brothers, чтобы заменить Тони Ньюмана и Херби Флауэрса соответственно. Когда Боуи сообщил Висконти в Лондоне об участии Уикса, Тони Висконти немедленно уехал в Нью-Йорк, объяснив: «Я сам басист, и [Уикс] был моим кумиром». Жена Аломара Робин Кларк и неизвестный тогда Лютер Вандросс исполнили роли бэк-вокала для сессий.
«[Боуи] в основном исполнял живой вокал, и хотя все песни были написаны, со временем они сильно перестраивались. Ничего не было организовано, это оказался один огромный джем-сейшн».
Работа над демозаписью началась в Sigma Sound 8 августа 1974 года, в то время как официальная работа началась 11 августа по прибытии Висконти. Сеансы проходили быстро, и на их завершение ушло всего две недели. С самого начала было решено записать как можно большую часть альбома вживую, чтобы вся группа играла вместе, включая вокал Боуи, как один непрерывный дубль для каждой песни. По словам Висконти, альбом содержит «около 85 % „живого“ Дэвида Боуи». В это время кокаиновая зависимость Боуи усилилась быстрыми темпами, поэтому он не спал днём и ночью, записываясь, пока группа спала. По словам Пегга, анонимный музыкант вспоминал, как Боуи «несколько часов ждал доставки кока-колы из Нью-Йорка, и он не выступал, пока она не пришла». Употребление кокаина повлияло на его голос, создав то, что сам Боуи называл «настоящим скрипучим звуком», который мешал ему петь более высокие ноты. Тем не менее, Боуи считал, что альбом содержит самые высокие ноты, которые он когда-либо пел на записи.
Сессии в Sigma Sound были очень продуктивными, что привело к многочисленным релизам, в том числе «After Today», «Who Can I Be Now?», «It’s Gonna Be Me», повторная переработанная запись песни «John, I'm Only Dancing» (под названием «John, I’m Only Dancing (Again)»), «Lazer», «Shilling the Rubes», повторная запись «It’s Hard to Be a Saint in the City» и «Too Fat Polka». После возвращения Боуи в Филадельфию во время второй половины тура Diamond Dogs в ноябре 1974 года он и Висконти воспользовались возможностью добавить наложение и начать сведение. Запись привлекла внимание местных поклонников, которые начали ждать за пределами студии в течение всего периода сессий. Боуи наладил отношения с этими фанатами, которых он стал называть «Детьми Сигмы». В последний день трекинга ребята из Sigma были приглашены в студию, чтобы послушать черновые версии новых песен. Альбом был записан под несколькими рабочими названиями, включая Dancin', Somebody Up There Likes Me, One Damned Song (цитата из заглавного трека), The Gouster, Shilling the Rubes и Fascination. Ранний ацетат The Gouster, предоставленный Висконти, показал в трек-листе песни «John, I’m Only Dancing (Again)», «Who Can I Be Now?» и «It’s Gonna Be Me».
После завершения второй половины тура Diamond Dogs в декабре (называемого тур Soul) Боуи, Висконти и Аломар перегруппировались в студии Record Plant в Нью-Йорке, чтобы записать две новые песни, «Fascination» и «Win». В этот момент Боуи рассказал журналу Disc, что название будет Fascination (названо в честь недавно записанного трека); «John, I’m Only Dancing (Again)» всё ещё был в трек-листе, но два новых трека заменили «Who Can I Be Now?» и «Somebody Up There Likes Me». Висконти, который считал, что альбом полностью закончен, вернулся в Лондон, чтобы начать сведение, в то время как Боуи остался в Нью-Йорке, работая над отдельным сведением с собственным инженером Гарри Маслином. В это время бывший участник группы The Beatles Джон Леннон работал в студии Record Plant над своим кавер-альбомом Rock ’n’ Roll 1975 года. Леннон, который был в своём знаменитом периоде «потерянных выходных», ранее встречался с Боуи в Лос-Анджелесе на вечеринке, организованной актрисой Элизабет Тейлор в сентябре 1974 года. Они вдвоём сошлись и решили записаться вместе. Вместе с Аломаром они собрались в студии Electric Lady в Нью-Йорке в январе 1975 года и записали песню «Fame» и кавер-версию песни Леннона «Across the Universe». В отсутствие Висконти сеанс был спродюсирован Маслином. Вместе с Аломаром Боуи пригласил гитариста Эрла Слика и барабанщика Денниса Дэвиса, дебютировавших на данной пластинке Боуи, а также басиста Эмира Ксасана из группы во время тура Soul. Новичками были перкуссионист Ральф Макдональд и бэк-вокалисты Джин Файнберг и Джин Миллингтон.
Боуи связался с Висконти по поводу сотрудничества через две недели после того, как Висконти закончил сведение. По словам Пегга, Боуи извинился и спросил, можно ли заменить две композиции на «Across the Universe» и «Fame»; заменёнными композициями были «Who Can I Be Now?» и «It’s Gonna Be Me». Комментируя замену песен в трек-листе, Висконти сказал: «Прекрасные песни, и мне стало плохо, когда он решил не использовать их. Я думаю, что это было личное содержание песен, которые он немного неохотно выпускал, хотя это было настолько неясно, что я не думаю, что даже я знал, о чём он говорил в них!».

## Музыка и тексты песен
В Young Americans представлено новое музыкальное направление Боуи. Хотя песни в Diamond Dogs, включая «Rock 'n' Roll with Me» и «1984», продемонстрировавшие влияние фанка и соула, Стивен Томас Эрлевайн из AllMusic пишет, что голубоглазый соул, продемонстрированный в альбоме, «стал шоком». Наряду с голубоглазым соулом, музыка на Young Americans была квалифицирована как R&B и филадельфийский соул. Сам Боуи назвал звучание альбома «пластиковый соул», описав его как «раздавленные остатки этнической музыки, как она выживает в эпоху фоновой рок-музыки, написано и спето белым британцем». Эшли Нафтул из Consequence of Sound описала альбом как «голубоглазый соул-альбом, который играет роль свата между вычурными рокерскими тенденциями Боуи и теплой серьёзностью соула и R&B». Биограф Кристофер Сэндфорд пишет, что альбом является «записью высокого настроения и живых, сталкивающихся идей». Биограф Марк Шпиц считал, что альбом не демонстрирует, что «Боуи делает чёрную музыку», а скорее что «Боуи и чёрная музыка делают друг друга».

## Обложка альбома
Для обложки альбома Боуи сначала хотел поручить Норману Рокуэллу создать картину, но отказался от предложения, когда услышал, что Рокуэллу потребуется не менее шести месяцев, чтобы выполнить эту работу. По словам Пегга, ещё одной отвергнутой идеей был портрет Боуи в полный рост в «летном костюме» и белом шарфе, стоящего перед американским флагом и поднимающего бокал. Последняя фотография на обложке, подсвеченная сзади и нарисованная аэрографом фотография Боуи, была сделана в Лос-Анджелесе 30 августа 1974 года фотографом Эриком Стивеном Джейкобсом. Очевидное вдохновение Боуи для фотографии на обложке пришло из экземпляра журнала After Dark, в котором была опубликована ещё одна фотография Джейкобса, тогдашнего хореографа Боуи — Тони Бэзила. Сама обложка, а также тип обложки были разработаны в Нью-Йорке в RCA Крейгом Декампсом. Сэндфорд называет его одной из «классических» обложек альбомов.

## Выпуск и продвижение
После записи большей части материала альбома в августе 1974 года Боуи страстно желал исполнить свою новую работу вживую. Приступая ко второй половине тура Diamond Dogs, длившегося со 2 сентября по 1 декабря 1974 года, эта часть получила прозвище тур Soul из-за влияния нового материала. Вследствие этого шоу были сильно изменены, в них больше не было сложных декораций, отчасти из-за того, что Боуи устал от дизайна и хотел исследовать новый звук, который он создавал. Песни с предыдущего этапа были отброшены, в то время как были добавлены новые, в том числе некоторые из нового альбома. За это время был снят документальный фильм, в котором Боуи изображён в туре Diamond Dogs в Лос-Анджелесе, используя смесь эпизодов, снятых в лимузинах, отелях и концертных кадрах, большая часть которых была взята с шоу в амфитеатре Gibson Лос-Анджелеса 2 сентября 1974 года. Режиссёр Алан Йентоб и транслировавшийся на канале BBC1 в Великобритании 26 января 1975 года его фильм «Cracked Actor» известен тем, что является основным источником кадров тура Diamond Dogs, в то же время он также показывает ухудшающееся психическое состояние Боуи в этот период из-за его растущей зависимости от кокаина. Хотя «Cracked Actor» никогда не получал официального релиза, Пегг называет его «возможно, лучшим документальным фильмом, снятым о Дэвиде Боуи». После просмотра расширенного показа фильма режиссёр Николас Роуг немедленно связался с Боуи, чтобы обсудить роль в фильме «Человек, который упал на Землю».
29 октября 1974 года Боуи появился на шоу Дика Каветта и исполнил песни «1984», «Young Americans» и вторую версию «Footstompin'». Во время интервью он был явно «под кайфом»: Боуи едва мог говорить и постоянно шмыгал носом. Заглавная композиция была позже выпущена в качестве ведущего сингла на лейбле RCA Records 21 февраля 1975 года с каталожным номером RCA 2523 и треком Зигги Старадаста «Suffragette City» в качестве би-сайда. В США она была выпущена в сокращённом варианте, длиной 3:11, без двух куплетов и припева. Ему удалось достичь 18-го места в британском чарте синглов, в то время как он занял 28-е место в Billboard Hot 100, его лучший пик в чарте в США до этого момента.
Young Americans был выпущен 7 марта 1975 года компанией RCA Records. Он достиг 9-го места в американском Billboard 200 и оставался в чарте в течение 51 недели. Также он занял 2-е место в британском чарте альбомов, но, по словам Бакли, продажи в целом были ниже, чем у Diamond Dogs. Второй сингл, «Fame», был выпущен 25 июля 1975 года с каталожным номером RCA 2579 и треком альбома «Right» в качестве би-сайда. Хотя он достиг только 17-го места в Великобритании, «Fame» возглавила чарты в США. Его успех в чартах был неожиданностью для Боуи, который вспоминал в 1990 году следующее: «Несмотря на то, что [Леннон] внёс в него свой вклад, как и все остальные, и я понятия не имел, как и в случае с „Let’s Dance“, что это будет коммерческим синглом. Я понятия не имею, когда дело доходит до синглов. Я просто не знаю о них, я не понимаю, и „Fame“ действительно была для меня вне поля зрения». Боуи появился на передаче Soul Train телеканала ABC в начале ноября 1975 года, где он дал «имитированное» исполнение «Fame» и своего последнего сингла «Golden Years». Затем он спел песню «Fame» в прямом эфире на шоу The Cher канала CBS 23 ноября.

## Отзывы критиков
| Оценки критиков               | Оценки критиков |
| Источник                      | Оценка          |
| ----------------------------- | --------------- |
| AllMusic                      | [ 26 ]          |
| Chicago Tribune               | [ 48 ]          |
| Christgau's Record Guide      | B−              |
| Encyclopedia of Popular Music | [ 50 ]          |
| Pitchfork                     | 8.7/10          |
| Q                             | [ 51 ]          |
| Rolling Stone                 | [ 52 ]          |
| The Rolling Stone Album Guide | [ 53 ]          |
| Select                        | 5/5             |
| Uncut                         | [ 55 ]          |

Young Americans был в целом тепло принят критиками, в особенности в Соединённых Штатах. Billboard написал, что альбом «должен не только ещё больше понравиться нынешним поклонникам Боуи, но и открыть для него совершенно новый путь поклонников», и выбрал его среди своих «Лучших альбомов» на неделю 15 марта 1975 года. Далее Record World назвал его «самым убедительным альбомом на сегодняшний день», в то время как Cashbox назвал артиста «самой яркой звездой в созвездии поп-музыки с этим последним релизом RCA». Рецензирование для The Village Voice, Роберт Кристгау назвал запись «почти полным провалом» и сказал: «Хотя смесь рока и филадельфийского соула настолько тонка, что это интересно, она подавляет голос Дэвида, который ещё тоньше». Тем не менее он высоко оценил обновлённую «щедрость духа Боуи, чтобы рискнуть неудачей» после Diamond Dogs и David Live, которую Кристгау нашёл разочаровывающей. Джон Ландау из Rolling Stone похвалил заглавную композицию и подумал, что «остальная часть альбома лучше всего работает, когда Боуи сочетает свой возобновлённый интерес к соулу с его знанием английской поп-музыки, вместо того, чтобы полностью отдавать предпочтение тому или другому». В своей рецензии для журнала Phonograph Record, Джон Мендельсон выразил ощущение, что альбом в целом был очень слабым, находя мелодии «столь же хорошими, как и несуществующими», и далее критикуя тексты песен и вокальное исполнение Боуи. В журнале NME Ян Макдональд чувствовал, что запись была скорее переходной, созданной из-за запутанного состояния ума, не знающего, куда двигаться дальше в своей карьере. Тем не менее, он очень наслаждался ею, несмотря на её недостатки.
В ретроспективе, альбом Young Americans продолжает получать смешанные отзывы от критиков и поклонников. Стивен Томас Эрлевайн из AllMusic считал, что на альбом повлияло отсутствие сильного написания песен. Хотя он высоко оценил заглавную композицию и «Fame», он приходит к выводу, что «Young Americans более приятен как стилистическое приключение, чем как содержательная запись». Дуглас Уолк из Pitchfork расценил запись как «отчетливо переходную», заявив, что: «У неё нет безумного театрального размаха Diamond Dogs или формальной дерзости Station to Station; иногда это выглядит как артист, изо всех сил пытающийся продемонстрировать, насколько он непредсказуем». Тем не менее, Уолк также высоко оценил тот факт, что «в то время как в поп-чартах уже было несколько диско-хитов, ни один другой признанный рок-музыкант ещё не пытался сделать что-либо подобное». Джефф Джайлс из Ultimate Classic Rock дал альбому положительный отзыв, сказав, что «он остается любимым ярким пятном в дискографии с большей долей».

## Влияние
Писатель Дэвид Бакли считает, что Young Americans одна из самых влиятельных записей Боуи. Он пишет, что это объединило поклонников как глэм-рока, так и соула вслед за эпохой диско. Николас Пегг также утверждает, что с альбомом Боуи стал одним из первых белых музыкантов, открыто взаимодействующих с чёрными музыкальными стилями, и проложил путь для других артистов, занимающихся подобными стилями. Кристофер Сэндфорд добавляет, что, хотя многие белые музыканты пытались и не смогли экспериментировать с чёрными стилями музыки, Боуи был одним из первых, кто добился успеха. В Великобритании артистами, которые пошли бы по стопам Боуи, были Элтон Джон (с его синглом «Philadelphia Freedom»), Roxy Music (с их синглом «Love Is the Drug») и Род Стюарт (с его альбомом Atlantic Crossing). Young Americans также был первым альбомом Боуи за последние три года, в котором был не Зигги Стардаст, а он сам. Не показывая Зигги, Боуи продемонстрировал зрелость, которая, по мнению Сэндфорда, была его путёвкой на американский рынок. Действительно, альбом превратил Боуи из «слегка сомнительного культового исполнителя в дружелюбную личность шоу-бизнеса» в США. Пегг пишет, что набег Боуи на соул и фанк повлияет на многие группы в последующие годы, таких как Talking Heads, Spandau Ballet, Japan и ABC.
Сам Боуи неоднозначно высказывался о своём альбоме. В конце 1975 года он описал его как «самый фальшивый R&B, который я когда-либо слышал. Если бы я когда-нибудь заполучил эту пластинку в свои руки, когда рос, я бы разбил её о колено». Далее он высказывал свою неприязнь к пластинке и описывал её как «фазу» в интервью 1976 года Melody Maker. Позже Боуи изменил свою позицию в 1990-х годах, выступая в журнале Q в 1990 году: «Я не должен был быть так строг к себе, потому что, оглядываясь назад, это была довольно хороший белый, голубоглазый соул».
В 2013 году NME поставил альбом на 175-е место в списке «500 величайших альбомов всех времён». Альбом также был включен в книгу «Тысяча и один музыкальный альбом, который стоит прослушать, прежде чем вы умрёте».

## Список композиций
Все песни написаны Дэвидом Боуи, за исключением отмеченных.
| №  | Название                     | Композиторы                            | Длительность |
| -- | ---------------------------- | -------------------------------------- | ------------ |
| 1. | «Young Americans»            |                                        | 5:11         |
| 2. | «Win»                        |                                        | 4:44         |
| 3. | «Fascination»                | Дэвид Боуи, Лютер Вэндросс             | 5:45         |
| 4. | «Right»                      |                                        | 4:15         |
| 5. | «Somebody Up There Likes Me» |                                        | 6:30         |
| 6. | «Across the Universe»        | Джон Леннон, Пол Маккартни             | 4:29         |
| 7. | «Can You Hear Me?»           |                                        | 5:03         |
| 8. | «Fame»                       | Дэвид Боуи, Карлос Аломар, Джон Леннон | 4:16         |

Примечания: В оригинальной версии полноформатной пластинки первая сторона содержит треки 1-4; вторая сторона 5-8.

### Бонус-треки (Переиздание на Rykodisc 1991)
| №   | Название                                                                    | Длительность |
| --- | --------------------------------------------------------------------------- | ------------ |
| 9.  | «Who Can I Be Now?» (ранее не издавался, 1974)                              | 4:36         |
| 10. | «It's Gonna Be Me» (ранее не издавался, 1974)                               | 6:27         |
| 11. | «John, I'm Only Dancing Again» (сторона «А» на сингле, записан в 1974 году) | 6:57         |

### Бонус-треки (Специальное издание 2007)
| №   | Название                                                               | Длительность |
| --- | ---------------------------------------------------------------------- | ------------ |
| 9.  | «John, I'm Only Dancing (Again)» (Стерео-версия)                       | 7:03         |
| 10. | «Who Can I Be Now?» (Стерео-версия)                                    | 4:40         |
| 11. | «It's Gonna Be Me» (Стерео-версия; Альтернативная версия со струнными) | 6:28         |
| 12. | «1984» (Live on The Dick Cavett Show; только на DVD)                   | 3:07         |
| 13. | «Young Americans» (Live on The Dick Cavett Show; только на DVD)        | 5:11         |
| 14. | «Dick Cavett interviews David Bowie» (только на DVD)                   | 16:03        |

## Издание на компакт-диске
Этот альбом был переиздан на CD четыре раза, впервые лейблом RCA Records в 1984 году, второй раз в 1991 году лейблом Rykodisc (содержит три бонус-трека) диск получил статус золотого, третий раз в 1999 году лейблом EMI (прошёл 24-битный цифровой ремастеринг звука, без бонус-треков). Четвёртое переиздание включало DVD и было выпущено 19 марта 2007, с более высоким качеством звука и смикшировано в формате в 5.1, с функцией объемного звучания. Издание включало бонус-треки «Who Can I Be Now?» и «John, I’m Only Dancing (Again)» из переиздания Rykodisc 1991 года, альтернативную версию композиции «It’s Gonna Be Me», плюс видео с шоу «Dick Cavett TV show». Композиции «Win», «Fascination», и «Right» были заменены на альтернативные версии 1974 года.

## Участники записи

### Музыканты
- Дэвид Боуи: вокал, гитара, фортепиано
- Карлос Аломар: гитара, бэк-вокал
- Майк Гарсон: фортепиано
- Дэвид Сэнборн: саксофон
- Уилли Уикс: бас за исключением композиций «Across the Universe» и «Fame»
- Энди Ньюмарк: ударные за исключением композиций «Across the Universe» и «Fame»

### Дополнительные музыканты
- Ларри Вашингтон: конга
- Пабло Розарио: перкуссия в композициях «Across the Universe» и «Fame»
- Ава Черри, Робин Кларк, Лютер Вандросс: бэк-вокал
- Джон Леннон: вокал, гитара в композициях «Across the Universe» и «Fame»
- Эрл Слик: гитара в композициях «Across the Universe» и «Fame»
- Эмир Кассан: бас в композициях «Across the Universe» и «Fame»
- Деннис Дэвис: ударные в композициях «Across the Universe» and «Fame»
- Ральф Макдональд: перкуссия в композициях «Across the Universe» и «Fame»
- Jean Fineberg: бэк-вокал в композициях «Across the Universe» и «Fame»
- Jean Millington: бэк-вокал в композициях «Across the Universe» и «Fame»

## Позиции в чартах и сертификация
| Чарт (1975)                           | Позиция в чарте |
| ------------------------------------- | --------------- |
| Australian Albums (Kent Music Report) | 9               |
| Canadian Albums (RPM)                 | 17              |
| French Albums (SNEP)                  | 12              |
| Japanese Albums (Oricon)              | 82              |
| New Zealand Albums (RIANZ)            | 3               |
| Norwegian Albums (VG-lista)           | 13              |
| Swedish Albums (Sverigetopplistan)    | 5               |
| UK Albums (OCC)                       | 2               |
| US Billboard 200                      | 9               |

| Чарт (2016 г.)                  | Позиция в чарте |
| ------------------------------- | --------------- |
| Италия (Classifica album)       | 92              |
| Швейцария (Schweizer Hitparade) | 92              |

| Чарт (1975 г.)                        | Позиция в чарте |
| ------------------------------------- | --------------- |
| Australian Albums (Kent Music Report) | 44              |
| US Billboard 200                      | 20              |

| Регион                                                      | Сертификация | Продажи  |
| ----------------------------------------------------------- | ------------ | -------- |
| Канада (Music Canada)                                       | Золотой      | 50 000^  |
| Великобритания (BPI)                                        | Золотой      | 100 000  |
| США (RIAA)                                                  | Золотой      | 500 000^ |
| ^ Данные о тиражах приведены только на основе сертификации. |              |          |